# 조반니 가스파리
조반니 가스파리(Giovanni Gaspari, 1963년 6월 6일 ~)는 로마 가톨릭교회의 대주교이다. 이탈리아 아브루초주 출신이며 현재 주한 교황대사이다.

## 사제와 주교
조반니 가스파리 대주교는 1987년 안토니오 이아누치 대주교에 의해서 페스카라-페네 대교구 사제로 서품 받았며 1998년 교황청 외교관 준비를 위해 교황청립 외교관 학교에 입학하여 2001년 신학 학위를 취득하였다.  이후 이란, 멕시코, 리투아니아 주재 교황청 대사관에서 근무하였다.
2020년 9월 21일 주교서품을 받은뒤 앙골라와 상투메 프린시페 주재 교황대사를 역임하다  2024년 3월 2일 교황 프란치스코에 의해 주한 교황대사로 임명되었다.
2024년 5월 31일 대한민국에 입국하여 공식임무를 시작하였다.

## 약력
- 1987년 7월 4일: 사제 서품
- 2020년 9월 21일~2024년 3월 2일: 주 앙골라 겸 상투메 프린시페 교황 대사
- 2020년 10월 17일: 대주교 서품(알바마리티마 명의 대주교)
- 2024년 3월 2일~ 현재: 주 대한민국 겸 몽골 교황대사